# 地獄の戦場コマンドス
『地獄の戦場コマンドス』（原題：Commandos）は、1968年に公開された戦争映画である。西ドイツ・イタリア・フランス合作。リー・ヴァン・クリーフとジャック・ケリーが主演した。マカロニ・ウェスタンの流れをくむイタリア製戦争映画、いわゆるマカロニ・コンバットの1つと見なされている。1968年11月19日にイタリアで公開され、アメリカで公開された際にはPG指定（保護者同伴必須）を受けた。
『Sullivan's Marauders』の英題でも知られ、日本公開当初およびビデオ化の際に使われた邦題は『略奪者』であった。

## あらすじ
1942年10月、連合軍の北アフリカ侵攻が迫る中、アメリカ軍の秘密コマンド基地ではサリバン軍曹らイタリア系アメリカ人兵士で構成されるコマンド部隊が特殊訓練を受けていた。彼らの任務は、イタリア兵になりすました上で落下傘で敵後方に降下し、兵站の要衝となっているオアシスの駐屯地を占拠、さらにこの駐屯地でドイツアフリカ軍団の装甲部隊を待ち伏せ、これを撃破することである。やがて作戦決行の夜が訪れた。北アフリカへの降下に成功したコマンド部隊は首尾よく駐屯地を制圧、トマジーニ中尉ら少数のイタリア兵と偶然居合わせた娼婦アドリアーナを捕虜にする。
一夜明け、水を補給しようとドイツ軍先遣隊がオアシスを訪れる。コマンド部隊はイタリア兵になりすましてこれをやり過ごすが、その頃イタリア兵捕虜らは密かに脱走の計画を立て始めていた。さらにその夜、ドイツ軍装甲部隊を率いる2人の将校、元昆虫学者で「教授」と呼ばれているハイツェル中尉と叩き上げの職業軍人ルディ中尉が昇進祝いの宴会の為に部下を引き連れオアシスを訪れる。

## キャスト
| 役名                       | 俳優                           | 日本語吹替 |
| -------------------------- | ------------------------------ | ---------- |
| サリバン曹長               | リー・ヴァン・クリーフ         | 納谷悟朗   |
| バリ大尉                   | ジャック・ケリー               | 家弓家正   |
| トマジーニ伊軍中尉         | マリノ・マッセ                 |            |
| ルディ独軍中尉             | ゲッツ・ジョージ               |            |
| ハイツェル独軍中尉（教授） | ヨアヒム・フックスベルガー     |            |
| アルド                     | ジャンピエロ・アルベルティーニ |            |
| コルビ                     | ピエル・パオロ・カポーニ       |            |
| ハンス独軍少尉             | ハインツ・ラインケ             |            |
| ロドルフォ通信兵           | イヴァノ・スタッチオリ         |            |
| アドリアーナ               | マリル・トロ                   |            |
| ミラー軍曹                 | ヘルムート・シュミット         |            |

- 日本語吹替：初回放送1973年1月6日『土曜映画劇場』